# Taudactylus rheophilus
Espèce
Statut de conservation UICN

 CR A2ac; B2ab(v) : 
En danger critique
Taudactylus rheophilus est une espèce d'amphibiens de la famille des Myobatrachidae.

## Répartition
Cette espèce est endémique du Nord-Est du Queensland. Elle se rencontre entre 940 et 1 400 m d'altitude,. Cette espèce voit sa population diminuer à cause de la chytridiomycose (maladie due au champignon Batrachochytrium dendrobatidis) et par la réduction de son biotope.

## Taxon Lazare
L'espèce est un exemple de taxon Lazare.

## Publication originale
- Liem & Hosmer, 1973 : Frogs of the genus Taudactylus with description of two new species (Anura: Leptodactylidae). Memoirs of the Queensland Museum, vol. 16, p. 435-457.